# Prospalta saalmuelleri
Prospalta saalmuelleri là một loài bướm đêm trong họ Noctuidae.